# Cerkiew Podwyższenia Krzyża Świętego w Zwierzyniu
Cerkiew Podwyższenia Krzyża Świętego w Zwierzyniu − filialna cerkiew greckokatolicka, znajdująca się w miejscowości Zwierzyń, zbudowana w XVIII w.
Po 1947 cerkiew opuszczona i zdewastowana. Od 1971 użytkowana jako filialny kościół rzymskokatolicki pw. św. Mikołaja. 
Świątynię wpisano w 1995 do rejestru zabytków.

## Historia obiektu
Cerkiew zbudowana w XVIII w., a może nawet w XVII. Do 1805 parafialna, później popadła w ruinę. Po remoncie, w 1844 ponownie konsekrowana. Odnowiona w 1936. Po wysiedleniach w latach 1945–47 opuszczona i zdewastowana, a wyposażenie rozkradzione. W latach następnych przejęta przez Kościół rzymskokatolicki i od 1971 pełni funkcję kościoła filialnego parafii w Myczkowcach. 

## Architektura i wyposażenie
Budowla murowana z kamienia, orientowana, jednonawowa. Trójdzielna, niewielkie prezbiterium zamknięte półkoliście. 
Do 1922 w cerkwi znajdował się metalowy, emaliowany krzyż z pierwszej połowy XIII w. wykonany w Limoges we Francji, który wydobyto z pobliskiej studni i znajduje się obecnie w Muzeum Diecezjalnym w Przemyślu.

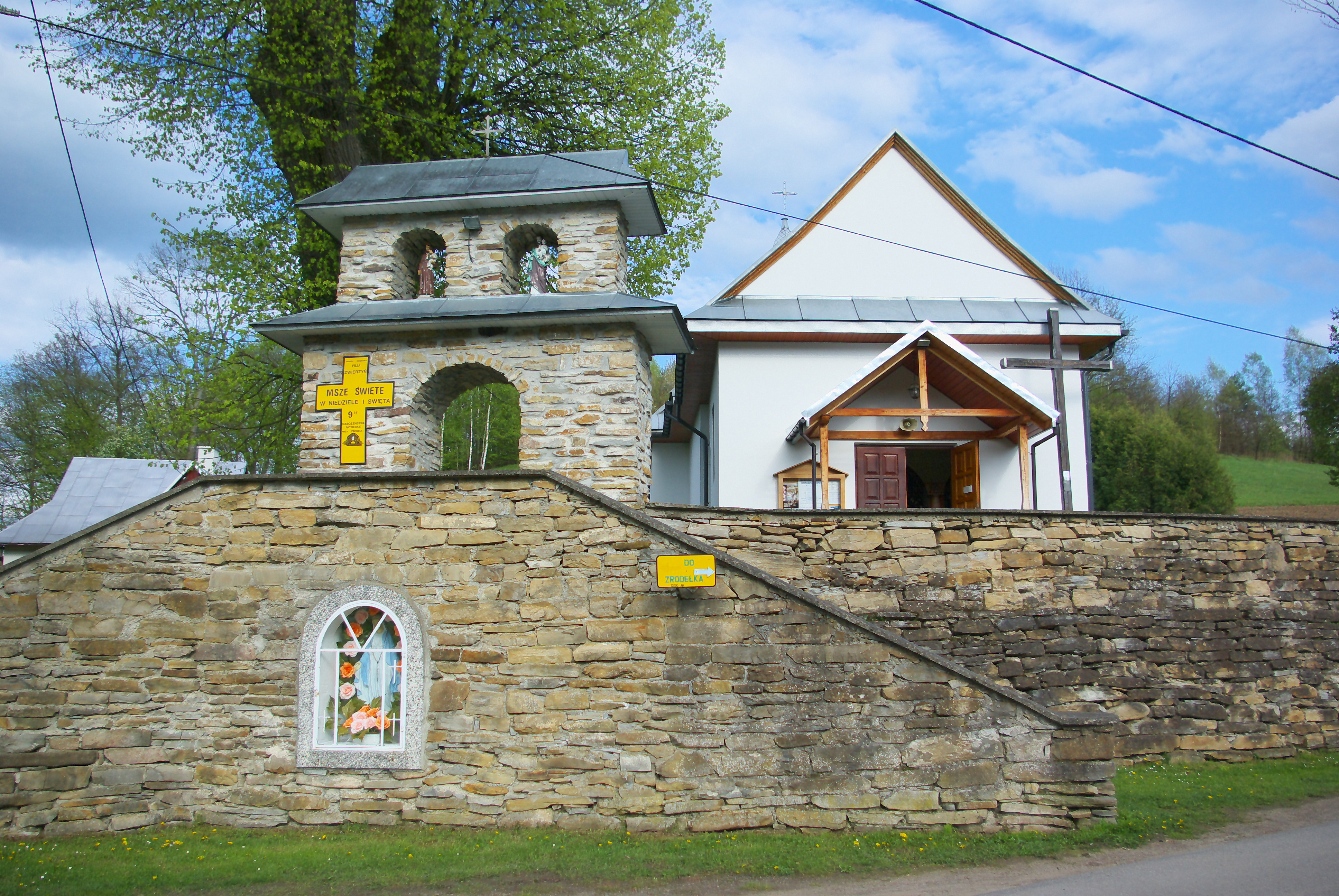
Elewacja frontowa
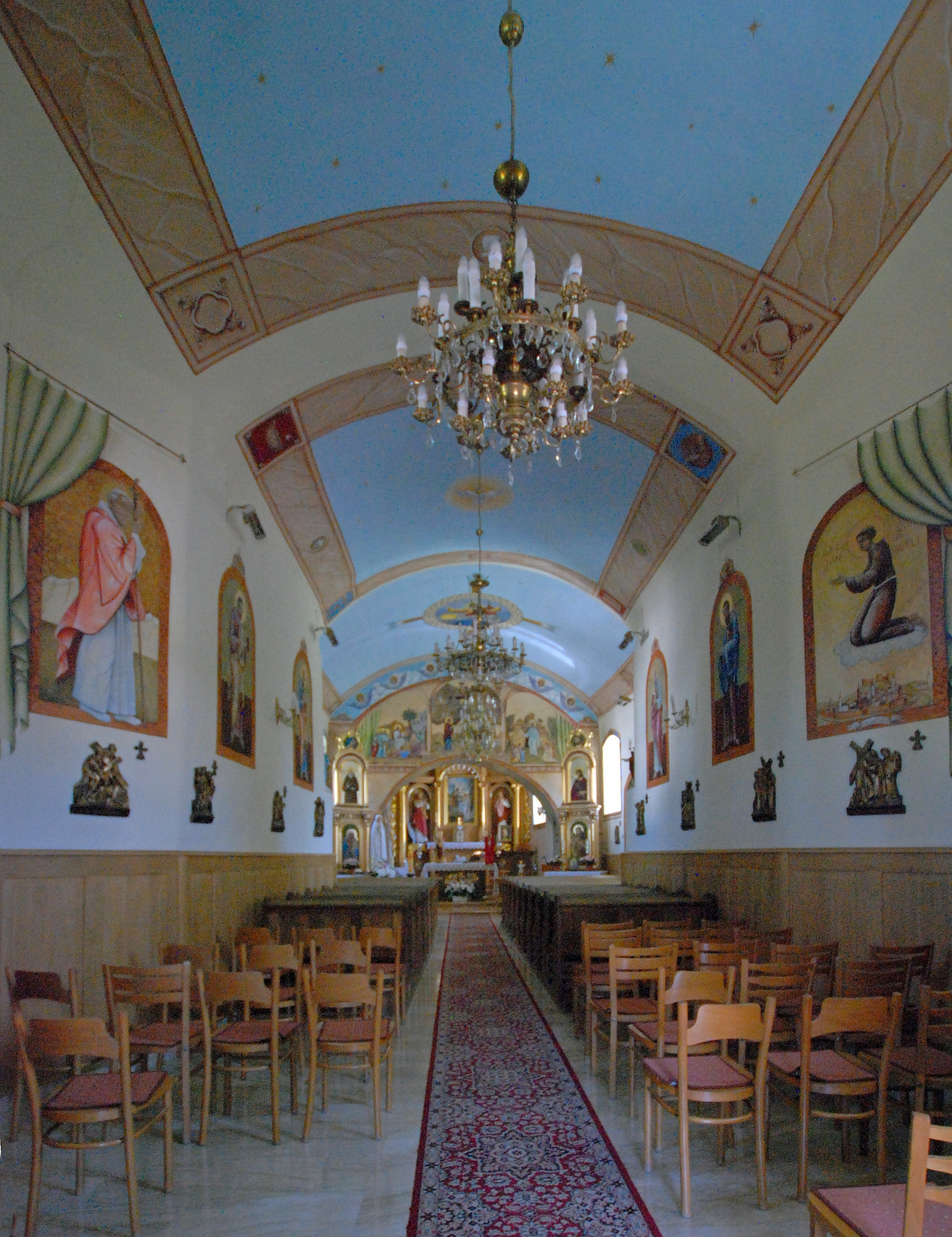
Wnętrze
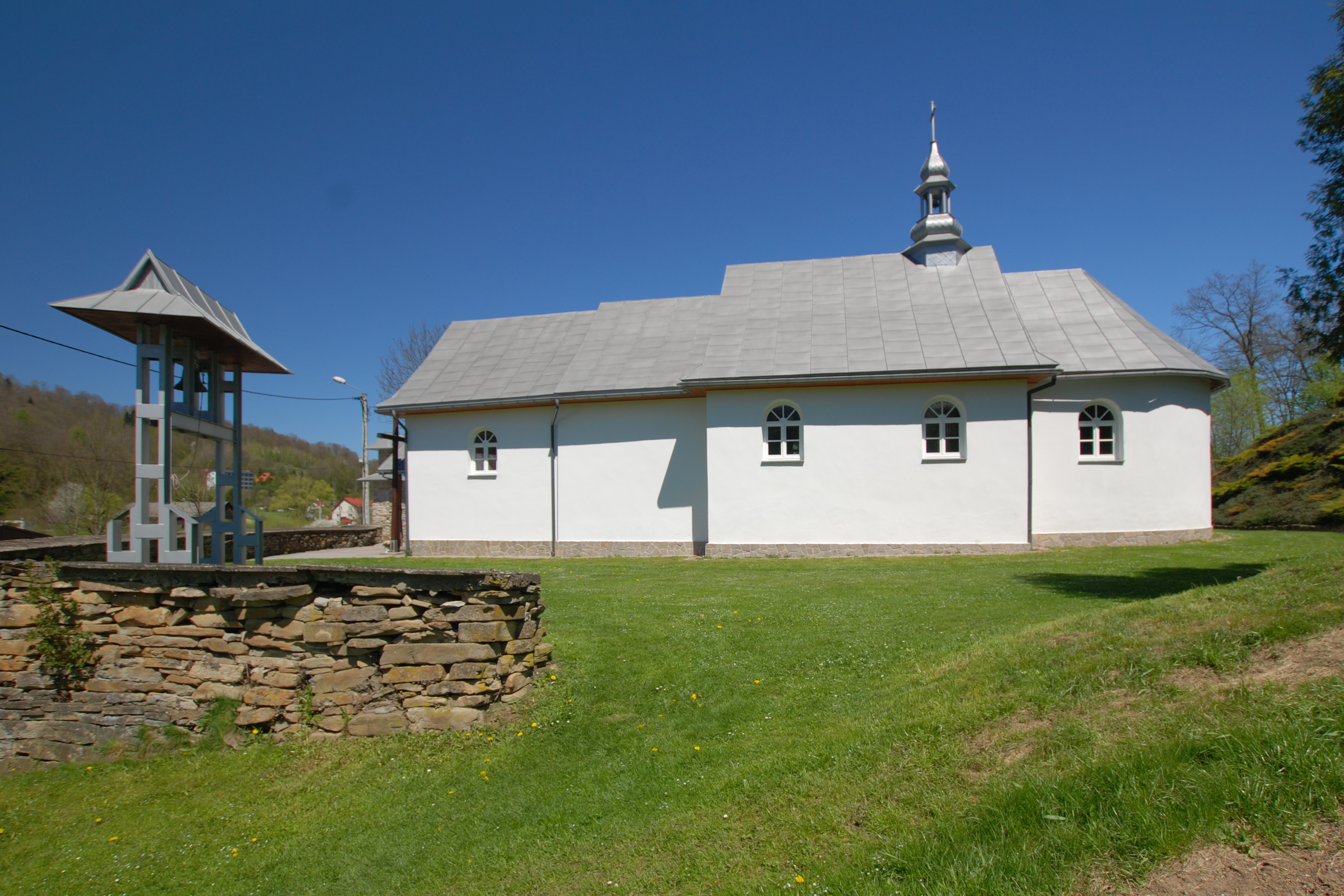
Elewacja boczna

## Wokół cerkwi
Obok świątyni znajduje się metalowa dzwonnica i otacza ją kamienne ogrodzenie. 